# New England Patriots 1999
La stagione 1999 dei New England Patriots è stata la 30ª della franchigia nella National Football League, la 40ª complessiva e la terza e ultima con Pete Carroll come capo-allenatore, licenziato dopo avere terminato con 8 vittorie e altrettante sconfitte, malgrado l'avere iniziato l'annata con un record di 6-2

## Roster
| Roster dei New England Patriots (1999) |
| --- |
| Quarterback - 7 Michael Bishop - 11 Drew Bledsoe - 17 John Friesz Running Back - 22 Terry Allen - 30 Tony Carter FB - 35 Jerry Ellison - 37 Chris Floyd FB - 44 Harold Shaw FB - 27 Lamont Warren Wide Receiver - 82 Vincent Brisby - 80 Troy Brown - 88 Terry Glenn - 84 Shawn Jefferson - 85 Sean Morey - 81 Tony Simmons Tight End - 86 Mike Bartrum TE/LS - 87 Ben Coates - 83 Rod Rutledge Offensive Linemen - 67 Jason Andersen C/G - 78 Bruce Armstrong OT - 66 Ed Ellis OT - 60 Derrick Fletcher G - 63 Heath Irwin G - 68 Max Lane G - 77 Zefross Moss OT - 71 Todd Rucci G - 65 Damien Woody C Defensive Linemen - 92 Ferric Collons DE - 90 Chad Eaton DT - 93 Bob Kuberski DT - 55 Willie McGinest DE - 98 Brandon Mitchell DE - 74 Chris Sullivan DT - 95 Henry Thomas DT Linebacker - 54 Tedy Bruschi OLB - 99 Vernon Crawford OLB - 52 Ted Johnson ILB - 59 Andy Katzenmoyer ILB - 91 Jeff Kopp - 96 Marc Megna OLB - 58 Marty Moore ILB - 53 Chris Slade OLB Defensive Back - 23 Terry Billups CB - 42 Chris Carter FS - 39 Rico Clark CB - 41 Tony George FS - 21 Steve Israel CB - 28 Corey Ivy CB - 36 Lawyer Milloy SS - 31 Kato Serwanga CB - 25 Larry Whigham FS Special Team - 10 Lee Johnson P - 4 Adam Vinatieri K Lista delle riserve - J'Juan Cherry CB (IR) - 29 Derrick Cullors RB/KR (IR) - 47 Robert Edwards RB (NF-Inj.) - 33 Kevin Faulk RB/KR (IR) - 26 Cory Gilliard S (IR) - 34 Tebucky Jones CB (IR) - 24 Ty Law CB (IR) - Mitch Lyons TE (IR) - Devon Smith TE (IR) - 94 Greg Spires DE (IR) |
| Legenda - I rookie sono in corsivo. - Il primo ruolo è il principale mentre gli eventuali successivi indicano i ruoli secondari. - (IR) sta per Injured Reserve ed indica la lista ristretta per un solo giocatore infortunato che può tornare ad allenarsi dopo la settimana 6 e a rientrare in prima squadra dopo che questa ha giocato 8 partite. - (NF-Inj.) / (NF-Ill.) stanno rispettivamente per Non-Football Injured e Non-Football Illness ed indicano le liste dove viene inserito un giocatore che ha un infortunio o una malattia non dipendente dal football americano. - (PUP) sta per Physically Unable to Perform ed indica la lista dove viene inserito un giocatore mentre è in attesa di recuperare la condizione fisica. Nella stagione regolare dopo la sesta partita giocata dalla propria squadra, il giocatore ha tempo tre settimane per riprendere ad allenarsi, più tre settimane aggiuntive dal suo rientro agli allenamenti per rientrare in prima squadra. |

## Calendario
| Turno | Data  | Ris. | Punteggio | Avversario             | Pubblico |
| ----- | ----- | ---- | --------- | ---------------------- | -------- |
| 1     | 12/9  | V    | 30–28     | at New York Jets       | 78,227   |
| 2     | 19/9  | V    | 31–28     | vs Indianapolis Colts  | 59,640   |
| 3     | 26/9  | V    | 16–14     | vs New York Giants     | 59,169   |
| 4     | 3/10  | V    | 19–7      | at Cleveland Browns    | 72,368   |
| 5     | 10/10 | S    | 16–14     | at Kansas City Chiefs  | 78,636   |
| 6     | 17/10 | S    | 31–30     | vs Miami Dolphins      | 60,006   |
| 7     | 24/10 | V    | 24–23     | vs Denver Broncos      | 60,011   |
| 8     | 31/10 | V    | 27–3      | at Arizona Cardinals   | 55,830   |
| 9     | Pausa |      |           |                        |          |
| 10    | 15/11 | S    | 24–17     | vs New York Jets       | 59,077   |
| 11    | 21/11 | S    | 27–17     | at Miami Dolphins      | 74,295   |
| 12    | 28/11 | S    | 17–7      | at Buffalo Bills       | 72,111   |
| 13    | 5/12  | V    | 13–6      | vs Dallas Cowboys      | 58,444   |
| 14    | 12/12 | S    | 20–15     | at Indianapolis Colts  | 56,975   |
| 15    | 19/12 | S    | 24–9      | at Philadelphia Eagles | 65,475   |
| 16    | 26/12 | S    | 13–10     | vs Buffalo Bills       | 55,014   |
| 17    | 2/1   | V    | 20–3      | vs Baltimore Ravens    | 50,263   |